# Список умерших в 849 году

## Январь
- 15 января — Феофилакт, старший сын и соправитель византийского императора Михаила I Рангаве.

## Апрель
- 22 апреля — Альтфрид Мюнстерский, епископ Мюнстера (839—849), аббат монастыря Верден и монастыря Святого Людгера в Хельмштедте; святой неразделённой христианской церкви.

## Июнь
- 1 июня — Вигстан, король Мерсии (840), католический святой.

## Август
- 2 августа — Ибн Абу Шейба, мусульманский богослов, хадисовед, хафиз, автор сборников хадисов и толкований Корана.
- 18 августа — Валафрид Страбон, латинский поэт и богослов, аббат монастыря Райхенау (838—849).

## Декабрь
- 17 декабря — Иоанн IV Книжник, епископ Неаполя (838—849), католический святой.
- 29 декабря — Ню Сэнжу, китайский политический деятель периода правления династии Тан, чэнсян (канцлер) (823—825 и 830—832), писатель.

## Дата смерти неизвестна или требует уточнения
- Итах, военачальник аббасидского халифа аль-Мутасима.
- Конайнг мак Флайнн, король Наута (Северной Бреги) и всей Бреги (839—849).
- Мухаммед ибн Баис, арабский правитель Маранда, поэт.
- Чжан Ху, китайский поэт.